# 哈默介城堡

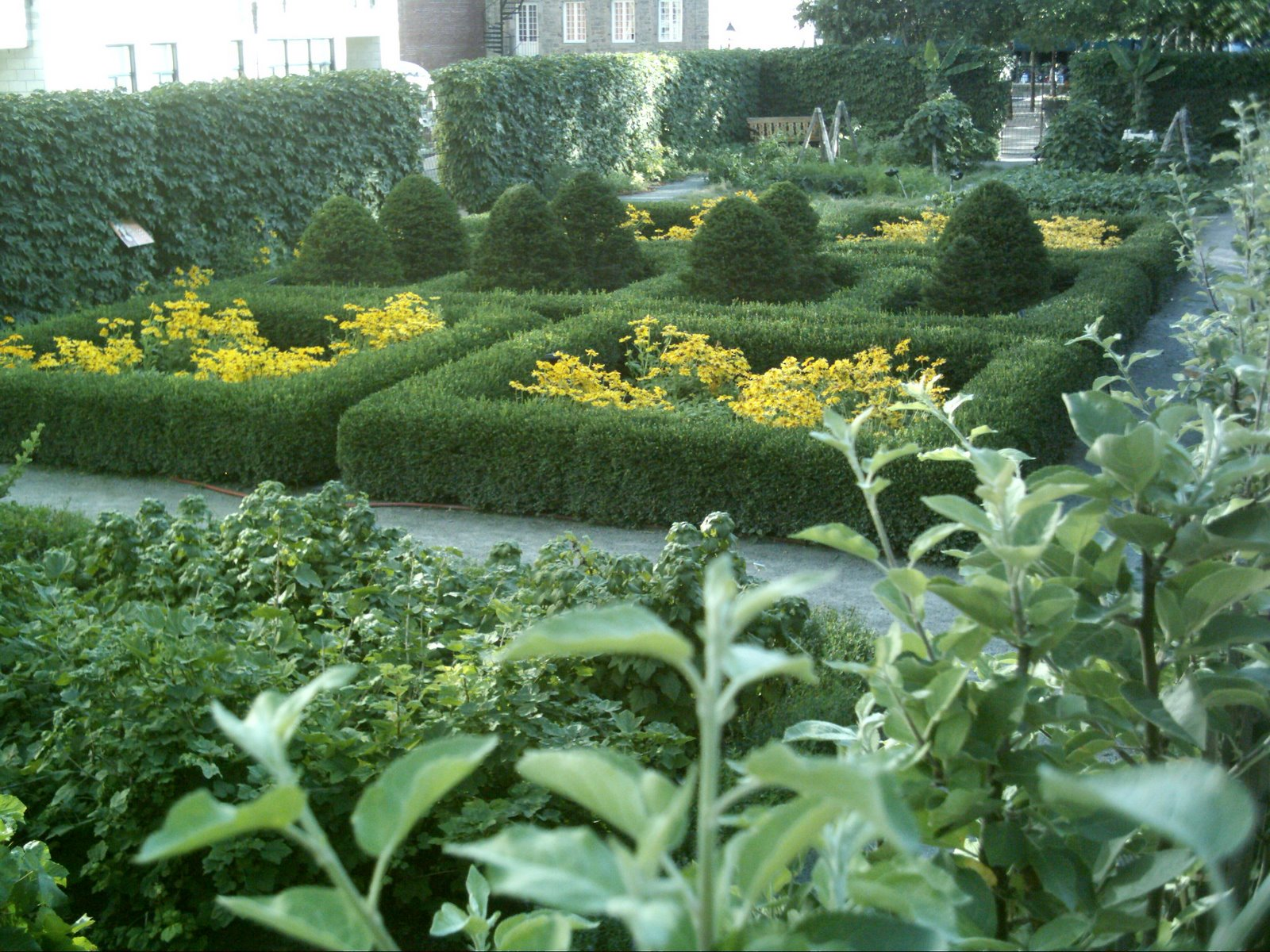
花园

哈默介城堡（Château Ramezay）是加拿大魁北克省蒙特利尔的一座博物馆和历史建筑，位于蒙特利尔旧城的圣母街，蒙特利尔市政厅对面。
城堡建于1705年，为时任蒙特利尔总督克劳德·哈默介的官邸，是魁北克第一个列为历史古迹的建筑，也是该省最古老的私人历史博物馆。1949年被列为加拿大国家历史遗址。
多年来，城堡曾数次更换业主和功能，哈默介的后裔将城堡出售给皮草商密西西比公司。

## 大陆军总部
从1775年起，大陆军占领蒙特利尔后，它成为其加拿大总部。1776年，本杰明·富兰克林曾留在这里过夜，同时为美国人征兵，投身美国革命战争。 

## 英国总督官邸
在占领以后直到1849年，房子再次用作总督官邸，不过这次是英国总督在蒙特利尔的官邸。英国总督的官邸还有魁北克市的圣路易斯城堡，以及索雷尔的乡村疗养所。

## 大学建筑

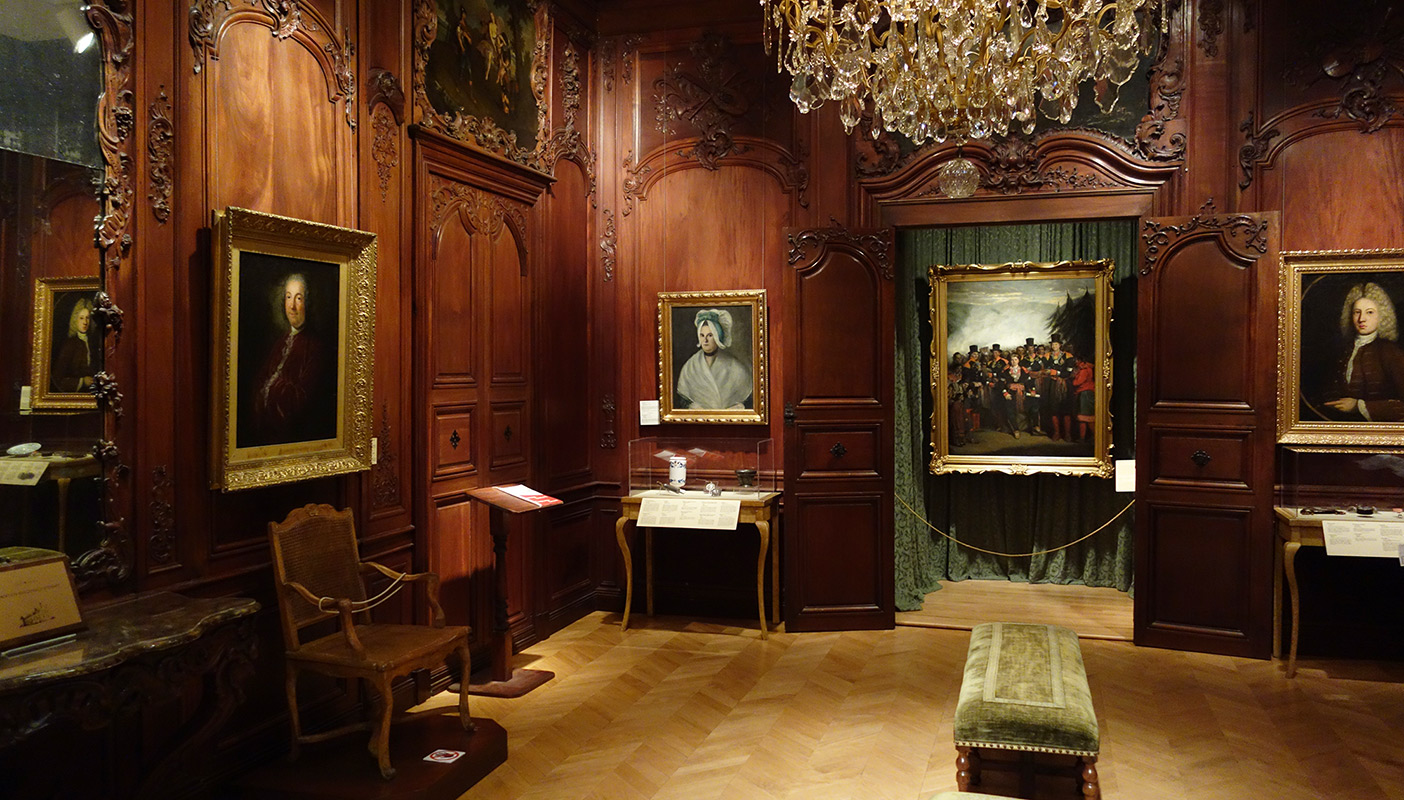
沙龙

1878年，该建筑用作蒙特利尔大学的第一个医学院。

## 博物馆
这座建筑于1894年被蒙特利尔钱币和古物协会（Numismatic and Antiquarian Society of Montreal）收购，改建为历史博物馆和肖像画廊。建筑师安德鲁·泰勒爵士在1895年对城堡进行了设计。 
今天，博物馆的藏品主要来自蒙特利尔人的私人捐赠，估计有30000件藏品，包括手稿、印刷品、钱币、民族学物品、艺术品、绘画、版画和家具。
从1997年到2002年，哈默介城堡进行了室内和室外修复，包括2000年落成的总督花园。2003年，哈默介城堡博物馆荣获加拿大风景建筑师颁发的国家优秀奖。它已接待了100多万游客。